# 萨穆盖奥
萨穆盖奥（義大利語：Samugheo），是意大利奥里斯塔诺省的一个市镇。总面积81.27平方公里，人口3292人，人口密度40.5人/平方公里（2009年）。ISTAT代码为095045。